# Мишићни систем
Мишићни систем заједно са скелетним чини апарат за кретање; осим тога он учествује у многим физиолошким процесима: исхрани, дисању, и циркулацији крви. Мишићи се за кости спајају сноповима везивних влакана – тетивама. Веза са нервним системом је остварена тако што је сваки мишић инервисан посебним нервом. Тако један мишић може да врши само једну врсту покрета па су због тога мишићи удружени у функционалне групе које делују антагонистички (пр. двоглави мишић на предњој страни надлакта код човека савија руку, а троглави на задњој страни је опружа). Осим одређених кожних мишића, који потичу од ектодерма, сви остали су мезодермалног порекла.
Мускулатура кичмењака састоји се из глатких, попречно-пругастих и срчаних мишићних влакана. Попречно-пругаста влакна изграђују мишиће телесног зида, главе, удова, очних мишића и дијафрагме. Глатка влакна граде мишиће унутрашњих органа, црева, бубрежних и полних одвода, зида крвних судова и кожну мускулатуру. Срчани се налазе само у зидовима срца.
Телесни мишићи колоуста и риба, као и мишићи у току ембрионалног развића виших кичмењака, представљени су са две уздужне траке на боковима тела. Ове траке су подељене попречним преградама (миосептама) на већи број сегмената (миомера).
Преласком на копнени начин живота долази до промена у мускулатури:
- за кретање по подлози највећи значај добијају удови па су њихови мишићи снажно развијени; у вези са тим, сегментисаност телесних мишића у знатној мери ишчезава и долази до формирања појединих мишића; (сегментација се и даље може уочити на трбушном правом мишићу;
- у вези са развићем грудног коша, развили су се међуребарни мишићи.
- код сисара је трбушна мускулатура подељена на грудну и трбушну услед издвајања грудне дупље од трбушне појавом дијафрагме;
- код птица је нарочито јако развијен грудни мишић (m. pectoralis) који има значаја за летење.
- од мишића шкржног апарата риба, код копнених кичмењака су се задржали мишићи који покрећу доњу вилицу, мишићи ждрела и гркљана и мишићи који се распоређују око очију, уста, ушију, на образима; ови мишићи чине покрете лица и дају му израз.

Код сисара је испод коже развијен један мишићни слој који образује поткожну мускулатуру чија је улога покретање коже. Код човека и примата су посебно добро развијени поткожни мишићи врата и главе који учествују у покретима мимике лица. Веома добро развијену поткожну мускулатуру има нпр. јеж који се, захваљујући њој, може савити у клупче.

## Типови
Постоје три различите врсте мишића: скелетни мишићи, срчани мишићи и глатки (непругасти) мишићи. Мишићи обезбеђују снагу, равнотежу, држање, кретање и топлоту да би се тело загрејало.
У људском телу постоји преко 650 мишића. Нека облик еластичног ткива чини сваки мишић, који се састоји од хиљада или десетина хиљада малих мишићних влакана. Свако влакно се састоји од много ситних нити званих фибрили, импулси из нервних ћелија контролишу контракцију сваког мишићног влакна.

### Скелетни
Скелетни мишић је врста пругасто-пругастих мишића, састављених од мишићних ћелија, званих мишићна влакна, која се састоје од миофибрила. Миофибриле се састоје од саркомера, основних грађевинских блокова пругасто-пругастог мишићног ткива. Након стимулације акционим потенцијалом, скелетни мишићи изводе координисану контракцију скраћивањем сваког саркомера. Најбољи предложени модел за разумевање контракције је модел контракције мишића клизним филаментом. Унутар саркомера, влакна актина и миозина се преклапају у контрактилном кретању једно према другом. Миозински филаменти имају миозинске главе у облику палице које штрче ка актинским филаментима, и обезбеђују тачке везивања на местима везивања за актинске филаменте. Главе миозина се крећу у координисаном стилу; закрећу се према центру саркомера, одвајају се и затим поново спајају на најближе активно место актинског филамента.
Овај процес троши велике количине аденозин трифосфата (АТП), извора енергије ћелије. АТП се везује за попречне мостове између глава миозина и актинских филамената. Ослобађање енергије покреће окретање миозинске главе. Када се користи АТП, он постаје аденозин дифосфат (АДП), а пошто мишићи складиште мало АТП-а, они морају непрекидно замењивати испуштени АДП са АТП-ом. Мишићно ткиво такође садржи залихе брзо делујуће обнављајуће хемикалије, креатин фосфата, који по потреби може помоћи у брзој регенерацији АДП-а у АТП.
Калцијумови јони су потребни за сваки циклус саркомера. Калцијум се ослобађа из саркоплазматског ретикулума у саркомер када се мишић стимулише да се контрахује. Овај калцијум открива места за везивање актина. Када мишићу више није потребно да се контрахује, јони калцијума се пумпају из саркомера и назад у складиште у саркоплазматском ретикулуму.
У људском телу постоји око 639 скелетних мишића.
- Скелетни мишићи, гледано с предње стране
- Скелетни мишићи, гледано са леђа

### Срчани
Срчани мишић је пругасти мишић, али се разликује од скелетног мишића јер су мишићна влакна бочно повезана. Штавише, као и код глатких мишића, њихово кретање је невољно. Срчани мишић контролише синусни чвор под утицајем аутономног нервног система.

### Глатки мишић
Глатке мишиће контролише директно аутономни нервни систем и нехотично, што значи да није у стању да се покреће свесном мишљу. Функције као што су откуцаји срца и плућа (које се могу добровољно контролисати, било у ограниченој мери) су невољни мишићи, али нису глатки мишићи.

## Физиологија

### Контракција
Неуромускуларни спојеви су фокусне тачке где се моторни неурон везује за мишић. Ацетилхолин (неуротрансмитер који се користи у контракцији скелетних мишића) ослобађа се из терминала аксона нервне ћелије када акциони потенцијал достигне микроскопски спој који се зове синапса. Група хемијских гласника прелази синапсу и стимулише формирање електричних промена, које настају у мишићној ћелији када се ацетилхолин веже за рецепторе на њеној површини. Калцијум се ослобађа из свог складишног простора у ћелијском саркоплазматском ретикулуму. Импулс из нервне ћелије изазива ослобађање калцијума и доводи до једне, кратке контракције мишића која се зове трзање мишића. Ако постоји проблем на неуромускуларном споју, може доћи до веома продужене контракције, као што су контракције мишића које су резултат тетануса. Такође, губитак функције на споју може довести до парализе.
Скелетни мишићи су организовани у стотине моторних јединица, од којих свака укључује моторни неурон, причвршћен низом танких структура налик прстима званих терминали аксона. Они се везују за и контролишу дискретне снопове мишићних влакана. Координисан и фино подешен одговор на одређену околност обухвата контролу тачног броја моторних јединица које се користе. Док се појединачне мишићне јединице скупљају као јединица, цео мишић се може контраховати на унапред одређеној основи због структуре моторне јединице. Координација моторичке јединице, равнотежа и контрола често су под управом малог мозга. Ово омогућава сложену мишићну координацију уз мало свесног напора, као на пример када неко вози ауто без размишљања о процесу.

### Тетива
Тетива је део везивног ткива који повезује мишић са коском. Када се мишић стеже, он се повлачи за скелет да би створио покрет. Тетива повезује овај мишић са коском, чинећи ову функцију могућом.

### Аеробна и анаеробна активност мишића
У мировању, тело производи већину свог ATP аеробно у митохондријама без производње млечне киселине или других нуспроизвода који замарају. Током вежбања, начин производње АТП-а варира у зависности од кондиције појединца као и од трајања и интензитета вежбања. На нижим нивоима активности, када се вежбање наставља дуго (неколико минута или дуже), енергија се производи аеробно комбиновањем кисеоника са угљеним хидратима и мастима ускладиштеним у телу.
Током активности већег интензитета, са могућим смањењем трајања како се интензитет повећава, производња АТП-а се може пребацити на анаеробне путеве, као што је употреба креатин фосфата и фосфагенског система или анаеробна гликолиза. Производња аеробног АТП-а је биохемијски много спорија и може се користити само за дуготрајне вежбе ниског интензитета, али не производи отпадне производе замарања који се не могу одмах уклонити из саркомера и тела, а резултира много већим бројем Молекули АТП-а по молекулу масти или угљених хидрата. Аеробни тренинг омогућава да систем испоруке кисеоника буде ефикаснији, омогућавајући да аеробни метаболизам почне брже. Анаеробна производња АТП-а производи АТП много брже и омогућава вежбу скоро максималног интензитета, али такође производи значајне количине млечне киселине због чега вежбе високог интензитета нису одрживе дуже од неколико минута. Фосфагени систем је такође анаеробан. Он омогућава највише нивое интензитета вежбања, али интрамускуларне залихе фосфокреатина су веома ограничене и могу обезбедити енергију само за вежбе које трају до десет секунди. Опоравак је веома брз, пуне залихе креатина се регенеришу у року од пет минута.